# Peter Saladin
Peter Saladin (* 4. Februar 1935 in Basel; † 25. Mai 1997 in Bern) war ein Schweizer Rechtswissenschaftler und Hochschullehrer.

## Leben und Wirken
Peter Saladin studierte Rechtswissenschaft an der Universität Basel und promovierte dort zum Dr. jur. im Jahre 1959. Weitere Studienaufenthalte erfolgten von 1962 bis 1963 an der Freien Universität Berlin und an der Law School der Universität Michigan. Saladin arbeitete zunächst als Rechtsanwalt, war einige Zeit Mitarbeiter des Eidgenössischen Justiz- und Polizeidepartments und ab 1966 Sekretär des Schweizerischen Wissenschaftsrates. 1969 habilitierte er sich für das Fach Rechtswissenschaft an der Universität Basel und war dort bis 1976 Professor für Öffentliches Recht. Bis zu seinem frühen Tod wirkte er anschliessend als Professor für Staats- und Verwaltungsrecht an der Universität Bern.
Die Universität Genf erteilte Saladin 1991 die Ehrendoktorwürde.
In seinen Veröffentlichungen beschäftigte sich Saladin zum einen mit dem schweizerischen Verfassungsrecht, zum anderen mit Grund- und Menschenrechten sowie dem Umweltrecht.

## Veröffentlichungen (Auswahl)
- Der Widerruf von Verwaltungsakten (= Basler Studien zur Rechtswissenschaft, Bd. 58). Helbing & Lichtenhahn, Basel 1960 (zugleich Dissertation an der Universität Basel).
- Grundrechte im Wandel. Die Rechtsprechung des schweizerischen Bundesgerichts zu den Grundrechten in einer sich ändernden Umwelt. Stämpfli, Bern 1970 (zugleich Habilitationsschrift an der Universität Basel. 3. Aufl. 1982. ISBN 3-7272-9624-0).
- Die Kunst der Verfassungserneuerung. In: ders. u. Luzius Wildhaber (Hrsg.): Der Staat als Aufgabe. Gedenkschrift für Max Imboden. Helbing & Lichtenhahn, Bern 1972, S. 269–292, ISBN 3-7190-0598-4.
- Wachstumsbegrenzung als Staatsaufgabe. In: Horst Ehmke (Hrsg.): Festschrift für Ulrich Scheuner zum 70. Geburtstag. Duncker & Humblot, Berlin 1973, S. 543–562, ISBN 3-428-03028-1.
- mit Hans-Jürgen Papier: Unternehmen und Unternehmer in der verfassungsrechtlichen Ordnung der Wirtschaft (= Veröffentlichungen der Vereinigung Deutscher Staatsrechtlehrer. Bd. 35). de Gruyter, Berlin 1977, ISBN 3-11-007322-6.
- Das Verwaltungsverfahrensrecht des Bundes. Helbing & Lichtenhahn, Bern 1979, ISBN 3-7190-0754-5.
- Christlicher Glaube und Menschenrechte. Überlegungen eines Juristen. In: Eckehart Lorenz (Hrsg.): «… erkämpft das Menschenrecht». Wie christlich sind die Menschenrechte? (= Zur Sache. Bd. 22). Lutherisches Verlagshaus, Hamburg 1981, S. 36–51, ISBN 3-7859-0477-0.
- Bund und Kantone. Autonomie und Zusammenwirken im schweizerischen Bundesstaat. In: Zeitschrift für schweizerisches Recht. Jg. 1984, H. 4, S. 434–590.
- Verantwortung als Staatsprinzip. Ein neuer Schlüssel zur Lehre vom modernen Rechtsstaat (= UTB. Bd. 1298). Haupt, Bern 1984, ISBN 3-258-03335-8.
- mit Christoph Andreas Zenger: Rechte zukünftiger Generationen. Helbing & Lichtenhahn, Bern 1988, ISBN 3-7190-1020-1.
- Umwelt und Rechtssubjekt. In: Tilman Evers (Hrsg.): Schöpfung als Rechtssubjekt? (= Hofgeismarer Protokolle. Bd. 269). Evangelische Akademie, Hofgeismar 1990, S. 118–130; ISBN 3-89281-176-8.
- Das Recht der Natur in unserer Kultur (= Fortkommen. Bd. 11). R-und-R-Verlag, Bottmingen 1991, ISBN 3-907580-25-7.
- mit Liz Fischli-Giesser: Flüchtlinge und Wandernde. Rechtliche und politische Aspekte. In: Evangelische Theologie. Bd. 53, 1993, H. 1, S. 20–37.
- Wozu noch Staaten? Zu den Funktionen eines modernen demokratischen Rechtsstaats in einer zunehmend überstaatlichen Welt. Schweizerischer Nationalfonds, Einsiedeln 1994, ISBN 3-907089-16-2.
- Verfassung und Grundrecht auf Kultur. In: Thomas Fleiner (Hrsg.): Die multikulturelle und multi-ethnische Gesellschaft. 60 Jahre Peter Häberle. Institut du Fédéralisme Fribourg Suisse, Fribourg 1995, S. 7–20, ISBN 2-940049-11-4.
- mit Ina Praetorius: Die Würde der Kreatur (Art. 24novies Abs. 3 BV). Gutachten (= Schriftenreihe Umwelt. Bd. 260). Dokumentationsdienst BUWAL, Bern 1996.
- Der moderne Staat als Kulturstaat. In: Urs Altermatt (Hrsg.): Nation, Ethnizität und Staat in Mitteleuropa. Böhlau, Wien 1996, S. 153–164, ISBN 3-205-98544-3.
- Die Kunst der Verfassungserneuerung. Schriften zur Verfassungsreform, 1968–1996. Helbing & Lichtenhahn, Bern 1998, ISBN 3-7190-1736-2.